# Virgichneumon callicerus
Virgichneumon callicerus är en stekelart som först beskrevs av Johann Ludwig Christian Gravenhorst 1820.  Virgichneumon callicerus ingår i släktet Virgichneumon och familjen brokparasitsteklar. Arten är reproducerande i Sverige. Utöver nominatformen finns också underarten V. c. marginator.